# 蘇力瑋
蘇力瑋（2000年3月31日—），台灣男子羽球選手，目前就讀臺北市立大學，曾是中租企業羽球隊的選手，現在隸屬土地銀行羽球隊。

## 簡歷
蘇力瑋的父親蘇志明及弟弟蘇力揚都是中華民國羽球協會的甲組球員，蘇志明現為高中體育老師。
2017年8月，蘇力瑋參加懷卡托羽毛球國際賽，與葉宏蔚合作在男子雙打比賽決賽中以2比1（21-16、17-21、21-19）力克馬來西亞陈堂杰/苏伟译，獲兩人搭配以來在國際成人賽的第一個冠軍。賽後，蘇力瑋表示：「很開心能夠贏球，一路上與經驗老到的不同對手比賽，是一次難能可貴的經驗，尤其臨場的變化，讓自己學習到如何應變，打不死對方就需要改變戰術與打法，是獲冠外的重要收穫。」

## 主要比賽成績
只列出曾進入準決賽的國際賽事成績：
| 年份   | 賽事                   | 公開賽級別 | 項目     | 搭檔   | 成績   |
| ------ | ---------------------- | ---------- | -------- | ------ | ------ |
| 2017年 | 懷卡托羽毛球國際賽     | 國際系列賽 | 男子雙打 | 葉宏蔚 | 冠軍   |
| 2017年 | 雪梨羽毛球國際賽       | 國際系列賽 | 混合雙打 | 李子晴 | 準決賽 |
| 2018年 | 斯洛伐克羽毛球公開賽   | 未來系列賽 | 男子雙打 | 林永晟 | 準決賽 |
| 2022年 | 斯洛文尼亞羽毛球國際賽 | 國際系列賽 | 男子雙打 | 林煜傑 | 亞軍   |
| 2022年 | 奧地利羽毛球公開賽     | 國際系列賽 | 男子雙打 | 林煜傑 | 冠軍   |
| 2022年 | 奧地利羽毛球公開賽     | 國際系列賽 | 混合雙打 | 張淨惠 | 亞軍   |
| 2022年 | 匈牙利羽毛球國際賽     | 國際系列賽 | 男子雙打 | 林煜傑 | 冠軍   |
| 2022年 | 挪威羽毛球國際賽       | 國際系列賽 | 男子雙打 | 林煜傑 | 準決賽 |
| 2022年 | 愛爾蘭羽球公開賽       | 國際挑戰賽 | 男子雙打 | 林煜傑 | 準決賽 |
| 2023年 | 荷蘭羽毛球國際賽       | 國際系列賽 | 混合雙打 | 李芷蓁 | 準決賽 |
| 2023年 | 北馬里亞納羽毛球公開賽 | 國際挑戰賽 | 男子雙打 | 林煜傑 | 準決賽 |
| 2023年 | 美國羽毛球公開賽       | 超級300賽  | 男子雙打 | 林煜傑 | 準決賽 |

| 2007-2017年 | 首要超級賽 | 超級賽 | 黃金大獎賽 | 大獎賽 | 國際挑戰賽 | 國際系列賽 | 未來系列賽 | 其他 |

| 2018-2026年 | 總決賽 | 超級1000賽 | 超級750賽 | 超級500賽 | 超級300賽 | 超級100賽 | 國際挑戰賽 | 國際系列賽 | 未來系列賽 | 其他 |